# 정력 (힘)

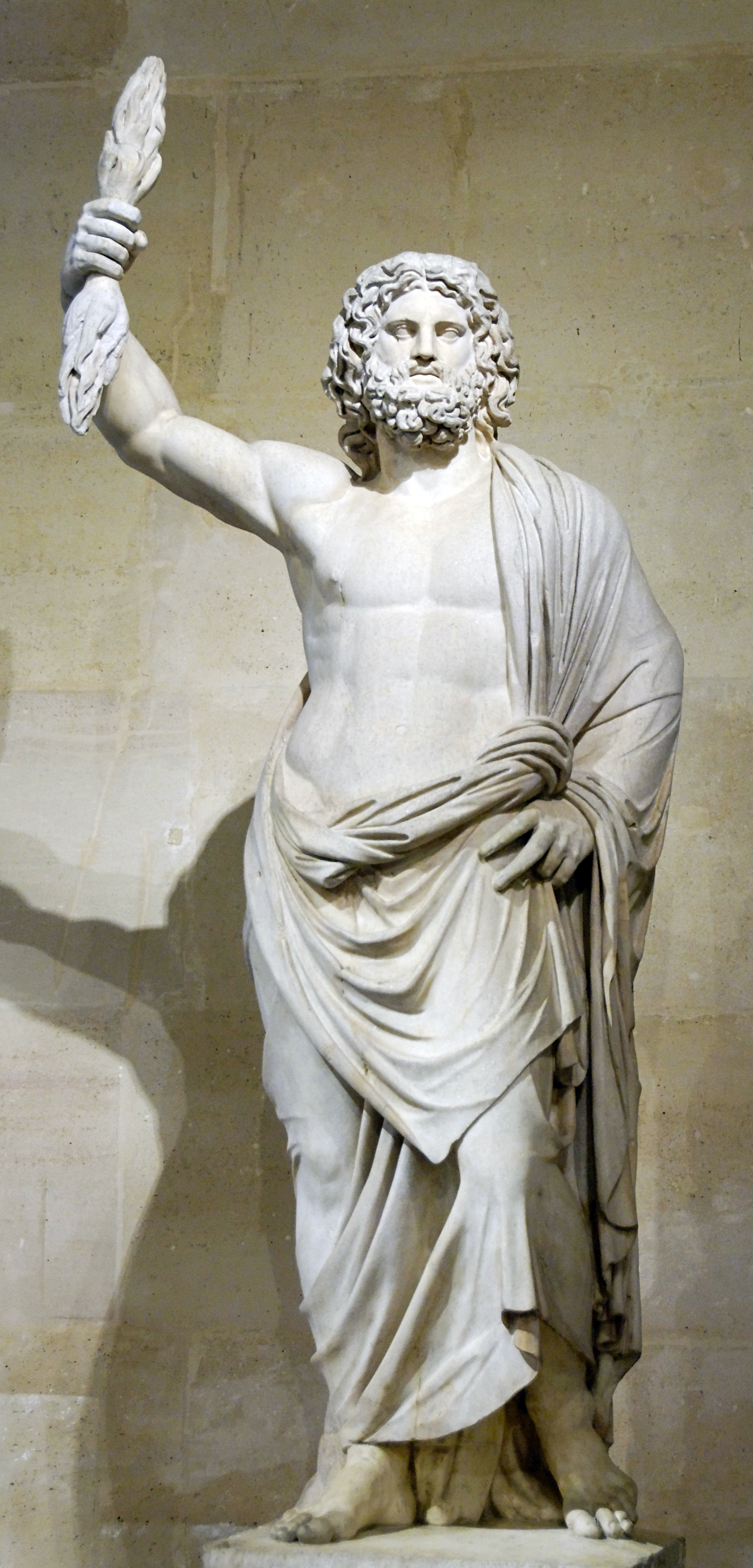
역사적으로 수염을 기르는 일과 같은 남성적 특성은 정력과 리더십의 표시로 여겨졌다(예: 고대 이집트와 그리스).

정력(精力, virility, 라틴어 virilitas, manhood 또는 라틴어 vir, man에서 파생)은 긍정적으로 보이는 광범위한 남성성을 의미한다. 정력은 일반적으로 활력, 건강, 강인함 및 체질과 관련이 있으며, 특히 자녀 양육에 있어서 더욱 그렇다.
역사적으로 턱수염을 기르는 일과 같은 남성적 특성은 정력과 리더십의 상징으로 여겨졌다. (예: 고대 이집트와 그리스)

## 같이 보기
- 생식력
- 마초 (문화)
- 남성성
- 스트렝스
- 남성화